# Karl Shapiro
Pour les articles homonymes, voir Shapiro.
Karl Shapiro, né Carl Shapiro le 10 novembre 1913 à Baltimore dans Maryland et mort le 14 mai 2000, est poète américain.

## Biographie
Karl Shapiro, né Carl Shapiro le 10 novembre 1913 à Baltimore dans Maryland, est le fils cadet de Joseph Shapiro, un homme aux multiples occupations, et Sarah Omansky Shapiro. Il fréquente l'Université de Virginie, l'Université Johns Hopkins et l'Enoch Pratt Free Library School à Baltimore sans obtenir de diplôme. Alors qu'il se trouve à Pratt, il est enrôlé dans l'armée américaine en 1941. Pendant cette période, il s'adonne alternativement à l'éducation formelle et à des petits travaux, Shapiro lit et écrit aussi de la poésie, imitant des poètes classiques et modernes.
Il meurt le 14 mai 2000.